# Людвіг Гайм
Людвіг Гайм (нім. Ludwig Gaim; 1 квітня 1892, Деггендорф — 10 січня 1979, Деггендорф) — німецький льотчик-ас, віцефельдфебель Баварської армії (25 травня 1917), штандартенфюрер СС (9 листопада 1943), оберлейтенант резерву вермахту.

## Біографія
Учасник Першої світової війни. В серпні 1914 року вступив в артилерійські частини Баварської армії, воюючи в основному на Верденській ділянці фронту. Після переходу до авіації літав у складі 293-го льотного дивізіону. 6 січня 1917 року отримав бойове поранення. Після повернення до ладу пройшов підготовку на пілота-винищувача і 27 червня 1917 року був направлений на Італійський фронт до складу 39-ї винищувальної ескадрильї. До повернення ескадрильї до Франції Гайм здобув п'ять перемог. 30 грудня 1917 року, здобувши свою п'яту перемогу, Гайм отримав поранення. Лікування тривало до 4 квітня 1918 року, після чого Гайм воював на Реймській ділянці Західного фронту, проте більше перемог не здобув.
Після війни вступив в НСДАП (квиток №763 780) і СС (посвідчення №279 441). Гайм був пілотом особистого авіаційного з'єднання Адольфа Гітлера під керівництвом Ганса Баура.

## Нагороди
- Залізний хрест
  - 2-го класу (21 жовтня 1914)
  - 1-го класу (8 листопада 1917)
- Хрест «За військові заслуги» (Баварія) 3-го класу з мечами (7 квітня 1917)
- Срібна медаль «За хоробрість» (Австро-Угорщина) (31 грудня 1917)
- Нагрудний знак «За поранення» в чорному
- Почесний хрест ветерана війни з мечами